# 엘라 렘하겐
엘라 렘하겐(Ella Lemhagen, 1965년 8월 29일 ~ )은 스웨덴의 영화 감독, 영화 각본가이다. 제35회 굴드바게상 감독상 수상자이다.

## 출연 작품
- 로드 투 로마 (2015)
- 황금바지를 입은 소년 (2014)
- 소중한 유산 (2011)
- 패트릭 1,5 (2008)
- 투르 앤 리투르 (2003)
- 차스키 차스키 (1999)